# Ibrahim Fallatah
Ibrahim Mohammed Fallatah (ar. ابراهيم بن محمد بن محمد فلاته;ur. 3 marca 2000) – saudyjski zapaśnik walczący w obu stylach.
Brązowy medalista igrzysk panarabskich w 2023. Dziewiąty na igrzyskach solidarności islamskiej w 2021. Jedenasty na mistrzostwach Azji w 2025. Wicemistrz arabski w 2019, 2021 i 2023, a także trzeci w 2022 i 2024 roku.